# Rudolf Wollner
Rudolf Wollner (geboren 6. Dezember 1923 in Asch, Tschechoslowakei; gestorben 26. Januar 2002 in Wiesbaden) war ein deutscher Vertriebenenfunktionär. 

## Leben
Rudolf Wollner war Sohn des Schlossers Georg Wollner (1903–1948), der nach dem Anschluss des Sudetenlandes an das Deutsche Reich 1938 ein hochrangiger Funktionär der NSDAP wurde. Er besuchte die Volksschule in Fleißen und 1937 die Bürgerschule in Eger. 1937 begann er eine Lehre als Maschinenschlosser in Asch und machte 1940 die Gesellenprüfung. Wollner wurde 1938 Mitglied der Hitlerjugend. Zum 20. Januar 1941 meldete er sich freiwillig zur Waffen-SS (SS-Nummer 490.245) und wurde als Panzerfahrer in der Leibstandarte SS Adolf Hitler auf den Kriegsschauplätzen Jugoslawien, Sowjetunion, Italien, Griechenland, Rumänien und Ungarn eingesetzt. Bei Kriegsende hatte er als 21-Jähriger die Dienststellung eines Kompaniechefs und war zum 21. Juni zum SS-Untersturmführer befördert worden. 
Wollner geriet nach Kriegsende in amerikanische Kriegsgefangenschaft und wurde wegen seiner SS-Zugehörigkeit in den Internierungslagern Darmstadt und Heilbronn festgehalten. Im November 1946 wurde er entlassen und fand in Marienhagen im Landkreis Frankenberg Arbeit als Schlosser. Bei der Entnazifizierung wurde er zunächst als Minderbelasteter eingestuft, in der Revision 1947 nur noch als Mitläufer. 
Wollner wurde Mitglied der Deutschen Partei (DP) und dann der Gesamtdeutschen Partei (GDP, später GPD). 1971 war er Mitgründer der Deutschen Union, die als Splitterpartei bedeutungslos war. 
Wollner war ab 1958 Mitglied des Präsidiums des Bundes der Vertriebenen (BdV). Von 1962 bis 1994 war er hauptamtlicher Vizepräsident des BdV. Daneben war er von 1975 bis 1988 geschäftsführender Vizepräsident der Paneuropa-Union Deutschland, danach noch deren ehrenamtlicher Vizepräsident. Wegen dieser beruflichen Funktionen wurde er auch in die Rundfunkräte des Deutschlandfunks, der Deutschen Welle, der BR, des SR, des WDR und des NDR gewählt und wurde auch Mitglied im Fernsehrat des ZDF. 
Wollner erhielt die mit seinem Amt verbundenen üblichen Auszeichnungen: die Ehrenplakette des Bundes der Vertriebenen, den hessischen und Bundesverdienstorden.